# هيلين أبوت ميخائيل
هيلين أبوت ميخائيل (بالإنجليزية: Helen Abbott Michael)‏ هي كيميائية أمريكية، ولدت في 23 ديسمبر 1857 في فيلادلفيا في الولايات المتحدة، وتوفيت في 29 نوفمبر 1904 في بوسطن في الولايات المتحدة بسبب إنفلونزا.

## حياتها وعملها
وُلدت هيلين مايكل في فيلاديليفيا عام (1857)، لجميس أبوت، وكارولين مونتليوس. ركّزت هيلين اهتمامها لتصبح عازفة بيانو، وذلك تحت إشراف الأنسة ماري هوويل، لكن عند عودتها للولايات المتحدة بعد عملها في باريس التفتت هيلين للعلوم بعد اطلاعها على نسخة من أطروحة هلموهلتز حول البصريات الفزيولوجيّة. انغمست هيلين في الأفكار العلميّة ومن هنا بدأ اهتمامها بالبصريات، والفيزياء. في نفس الوقت، بدأت تهتم بعلم الحيوان.
في خريف عام (1882)، وبعد اطلاعها الواسع على العديد من مجالات العلوم، انغمست هيلين في الطب، لتلتحق بعدها بكلية الطب النسائية في بنسلفانيا. سمح لها عزمها، وتصميمها إضافة لمكانة عائلتها المتميزة بالدراسة الدائمة مع أطباء، وأساتذة مرموقين في بنسلفانيا. أثناء عامها الثاني في كليه الطب، أجبرت هيلين على الانسحاب من الكلية بسبب حالتها الصحيّة السيئة بعد أن تعرضت لسقوط عنيف. أثناء فترة تعافيها، حوّلت هيلين اهتماماتها نحو البحث وخصوصًا التحاليل الكيميائيّة للنباتات، ومواضيع كيمياء النبات الأُخرى. طورت وواصلت هيلين اهتمامها بخصائص النباتات الكيميائيّة، وأصلها، بدراستها الذاتيّة، وبمساعدة عائلتها لها بعد حادثة تعرض لها مجموعة من الأطفال بتناولهم جذور نباتات سامة.
أثناء صيف عام (1887)، سافرت هيلين خلال القارة الأوروبية في زيارة للعديد من العلماء البارزين لاستكشاف الامكانيات المتاحة للتعليم الجامعي للمرأة. زرات العديد من المختبرات، والمعاهد في السويد، والنمسا، وألمانيا، وبريطانيا.
استقبل العلماء هيلين بشكل لائق بسبب خطاب التوصية الذي بحوزتها من صاموئيل لانجلي، سكرتيرة معهد سميثسونيان. عند عودتها للولايات المتحدة الأمريكية في نهاية عام (1887)، ذهبت إلى بوسطن، لتبدأ بحثها في مُختبر كيمياء الأستاذ هنري تريمبل بكلية الصيدلة بفلاديليفيا، ومؤخرًا عملت مع الأستاذ أرثر مايكل بجامعة تافتس، والذي تزوجته بعد ذلك عام (1888). بعد وقت قصير من زواجهما، سافر الزوجان في رحلة استكشافيّة حول العالم لاستكشاف العديد من الثقافات المخلفة. عند عودتهما للولايات المتحدة الأمريكية مرة أخرى في عام (1890)، قبل أرثر العمل كمدير لمُختبر الكيمياء بجامعة كلارك في ورشستر بمساتشوستس. انتقلت هيليل، وأرثر إلى مدينة بونتشرش الساحلية في إنجلترا على جزيرة وايت عام (1891)، واستقرا هناك عدة سنوات للعمل بمُختبر خاص مُجهّز ذاتيًا. نتج عن عمل هيلي في المُختبر الجديد أربع اوراق علميّة منشورة تتعلق بالكيمياء العضويّة الاصطناعيّة.
عند عودتهم للولايات المتحدة بعد أربع سنوات، بدأت هيلين دراسة الكيمياء المُجسّمة –الفراغيّة- لجزيئات السكر. قدمت عرضًا أمام معهد فرانكلين لاستعراض الاستخدامات الصناعيّة المُمكنة للسكر. بعد ذلك بقليل، بدأت بدراسة الطب مرة أخرى بجامعة تافتس عام (1900)، لتحصل على درجة الماجستير في عام (1903). أسست هيلين مُستشفى لغير القادرين، حيثُ مارست الطب، لكنها تُوفيت في العام التالي بسبب الإنفلونزا بعد أن أُصيبت بالعدوى من إحدى مرضاها. دُفنت في مقبرة لاوريل هيل في فيلاديليفيا.
تنبأت مايكل في محاضرة لها بعنوان «تحليل النباتات كعلم تطبيقي» أنَّ كيميائييِّ المُستقبل سيكونون قادرون على استخدام وسائل اصطناعيّة لتخليق البروتينات، والسكريات، والنشويات اللازمة للنظام الغذائي البشري. دَعَمت أيضًا فكرة أنَّه أثناء تطوّر النبات، وفرت التغيرات الحادثة في تركيبه الكيميائي تصوّرًا لنظرية التطوّر.

## كتابات مُختارة
مياكل، هيلين أبوت (1907)، دراسات في الكيمياء النباتيّة والعضويّة، صحافة ريفرسايد تحتوي على العديد من أوراق مايكل مُعادة الطباعة، بالإضافة لرسم بياني واسع النطاق.
استعرضت هيلين مايكل أول معارض الانطباعيّة بالولايات المتحدة الأمريكيّة تحت اسم مُستعار «هيلين سابرين»

## الأنشطة والجوائز
- الجمعيّة الفلسفيّة الأمريكيّة عام (1887).
- الرابطة الأمريكيّة لتقدم العلوم.
- معهد فرانكلين بفلاديليفيا.
- جمعيّة الكيمياء الألمانيّة ببرلين.